# 나는 네가 지난 여름에 한 일을 알고 있다
《나는 네가 지난 여름에 한 일을 알고 있다》(영어: I Know What You Did Last Summer)는 1997년 개봉한 미국의 슬래셔 영화이다. 제니퍼 러브 휴잇, 세라 미셸 겔러, 라이언 필리피, 프레디 프린즈 주니어가 차로 친 행인을 물속에 던져넣어 사고를 은폐하는 친구 무리를 연기하였다. 이들은 1년 후 갈고리를 휘두르는 의문의 인물에게 시달리기 시작한다. 로이스 덩컨이 1973년에 출간한 동명 소설이 원작이며, 갈고리 손을 가진 살인마를 둘러싼 도시전설 더 훅("The Hook")과 《졸업 파티》(1980), 《여대생 기숙사》(1983) 등 1980년대 슬래셔 영화로부터도 영감을 얻었다.
웨스 크레이븐의 《스크림》(1996)과 더불어 1990년대에 슬래셔 영화가 재부흥하는 데 공헌한 양대 작품으로 거론된다. 1998년 제24회 새턴상 최우수 공포 영화상 후보에 지명되었으며, 제니퍼 러브 휴잇이 제19회 젊은 예술가상 장편 영화 부문 여우주연상 후보에 올랐다.
속편 《나는 아직도 네가 지난 여름에 한 일을 알고 있다》(1998)로 이어지며, 2006년 새로운 배우진으로 촬영한 DVD 영화 《나는 항상 네가 지난 여름에 한 일을 알고 있다》가 나왔다.

## 줄거리
1996년 7월 4일. 노스캐롤라이나주 사우스포트에 사는 네 친구 줄리, 레이, 헬렌, 배리는 헬렌이 크로커 미인 대회에서 우승한 후 함께 해변에 놀러갔다가 돌아오는 길에 한 행인을 친다. 줄리는 경찰에 자진 신고하자고 주장하지만 무리 내 여론은 시체 은폐 쪽으로 기울어버린다. 마침 줄리 친구 맥스가 차를 타고 지나가다가 우연히 이들을 발견하고 알은 체 한다.
배리와 헬렌이 행인을 물에 던지려고 할 때 죽은 줄로만 알았던 행인이 갑자기 헬렌이 쓰고 있던 미인 대회 왕관을 붙잡는다. 배리는 행인을 그대로 물속으로 밀어넣은 뒤 본인도 입수하여 행인 손에서 왕관을 빼내어 회수한다. 넷은 이 일을 영원히 비밀에 부치기로 맹세한다.
일 년 뒤 대학에 다니는 줄리는 여름 방학을 맞아 보스턴에서 돌아와 "나는 네가 지난 여름에 한 일을 알고 있다!(I know what you did last summer!)"고 적혀있는 편지를 받는다. 작년 사건 여파로 친구들은 모두 꿈을 잃었고, 레이는 어부가 되어있다. 배리는 편지를 보낸 용의자로 맥스를 의심하지만, 맥스는 곧 비옷을 입은 정체불명의 인물이 휘두른 갈고리에 살해당하는데...

## 출연
- 제니퍼 러브 휴잇 - 줄리 제임스 역
- 세라 미셸 겔러 - 헬렌 시버스 역
- 라이언 필리피 - 배리 윌리엄 콕스 역
- 프레디 프린즈 주니어 - 레이 브론슨 역
- 조니 갈레키 - 맥스 뉴릭 역
- 브리짓 윌슨 - 엘사 시버스 역
- 앤 헤이치 - 멀리사 "미시" 이건 역
- 뮤즈 왓슨 - 벤저민 "벤" 윌리스 역
- 스튜어트 그리어 - 경찰관 역

## 제작
제니퍼 러브 휴잇은 원래 헬렌 역으로 고려되었다. 멀리사 조앤 하트가 출연을 제의 받았으나 《스크림》(1996)의 모작이라고 여겨 거절하였다.

## 대중문화에서
1998년 드라마 《도슨의 청춘일기》 시즌 1 "The Scare" 편에서 이 영화와 《스크림》(1996)을 패러디하였다.
1999년 만화 시트콤 《심슨 가족》 시즌 11 "Treehouse of Horror X" 편의 "I Know What You Diddily-Iddily-Did" 부분에서 이 영화를 패러디하면서 네드 플랜더스를 범인으로 설정하였다.
패러디 영화인 《무서운 영화》(2000)와 《나는 네가 지난 13일 금요일 밤에 한 일을 알고 있다》(2000)에 이 영화 중심 서사를 활용한 장면이 포함되었다.
2001년 드라마 《파퓰러》 시즌 2 "I Know What You Did Last Spring Break" 편에서 이 영화를 패러디하였다.

## 우리말 녹음
KBS 성우진 (2001년 7월 14일)
- 차명화 - 줄리(제니퍼 러브 휴잇)
- 김혜미 - 헬렌(세라 미셸 겔러)
- 오인성 - 배리(라이언 필리피)
- 유동균 - 레이(프레디 프린즈 주니어)
- 문영래 - 벤 윌리스(뮤즈 왓슨)
- 김정주 - 엘사(브리짓 윌슨)
- 양정애 - 멀리사(앤 헤이치)
- 박상훈 - 맥스(조니 갈레키)
- 김태연 - 진행자(J. 돈 퍼거슨)
- 최옥희 - 줄리의 엄마(데버라 호바트)
- 석원희 - 경찰(댄 올브라이트)
- 정현경 - 줄리의 대학 친구(래술 저한)